# Morotsfluga
Morotsfluga (Chamaepsila rosae) är en tvåvingeart som först beskrevs av J.C.Fabricius 1794.  Morotsfluga ingår i släktet Chamaepsila, och familjen rotflugor. Arten är reproducerande i Sverige.
Morotsflugan har glänsande svart 3–4 millimeter lång kropp, gult huvud och gula ben. Äggen läggs intill morotsplantor. Larverna, som är vitgula äter sig sedan in i morötterna, i synnerhet dessas nedre del, som ruttnar efter hand. Morotsflugan är mycket vanlig i Sverige och kan åstadkomma stor skada på morotsbestånd.

## Bildgalleri

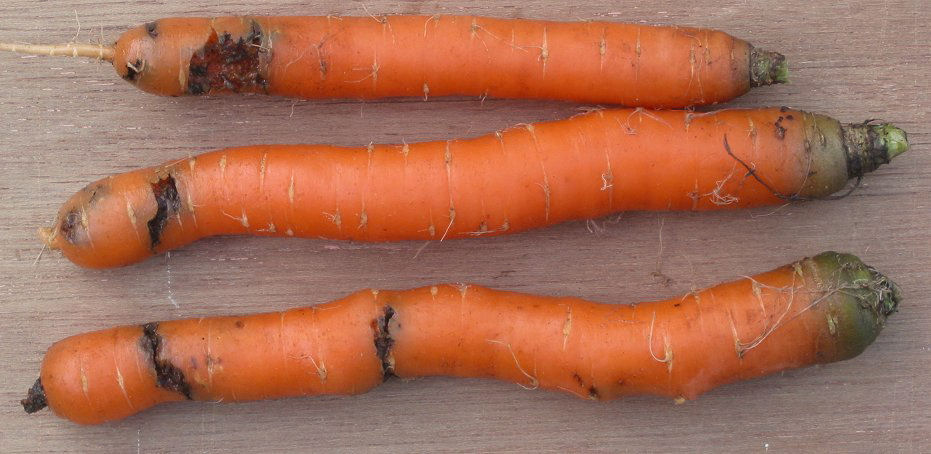
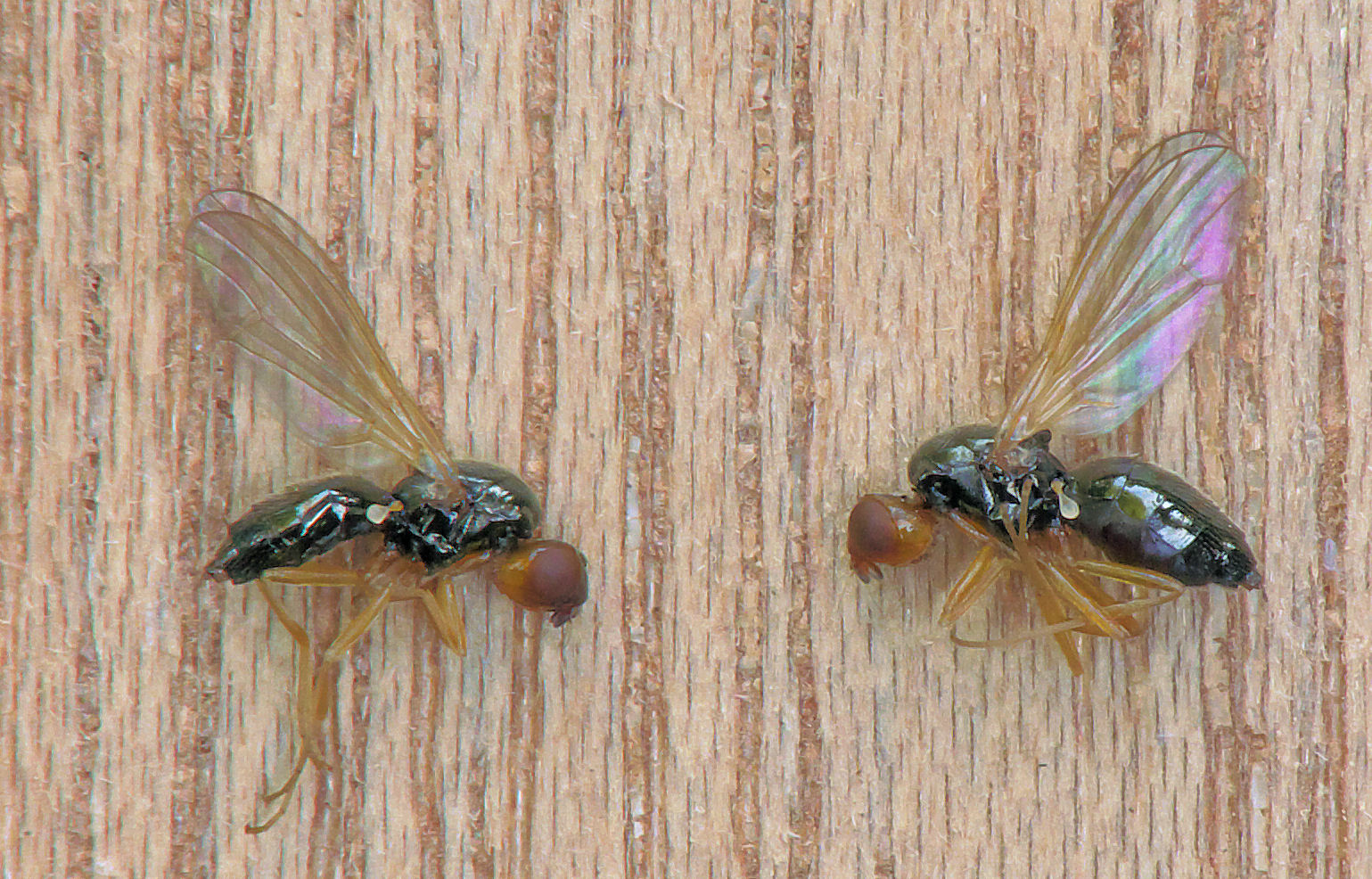
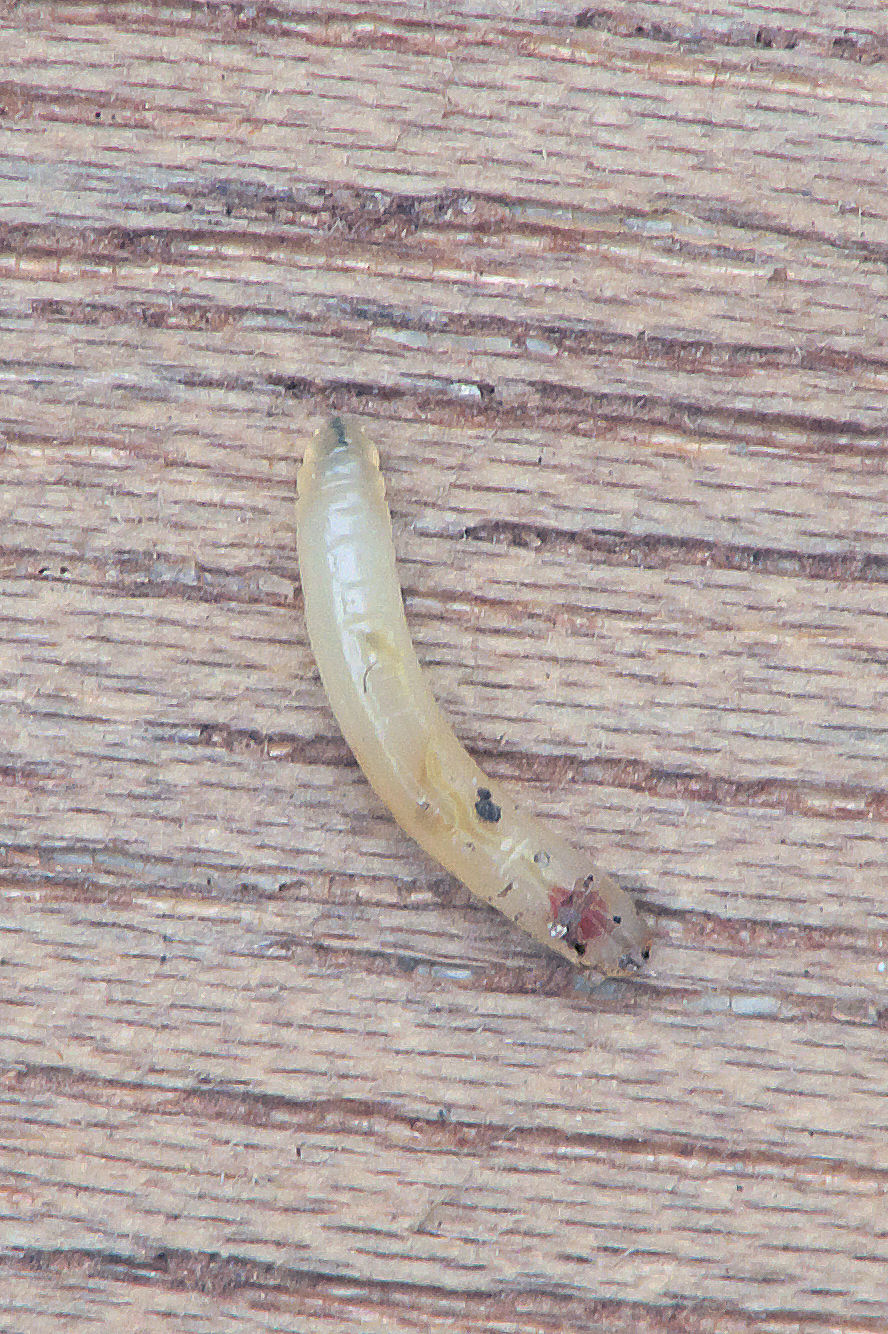